# Bartnia Łąka
Bartnia Łąka – część  wsi Brandwica w Polsce położona w województwie podkarpackim, w powiecie stalowowolskim, w gminie Pysznica.
W latach 1975–1998 Bartnia Łąka administracyjnie należała do województwa tarnobrzeskiego.